# Zygmunt Hemmerling
Zygmunt Hemmerling (ur. 28 listopada 1929 w Kiedrowie, zm. 11 grudnia 2023) – polski historyk i politolog, profesor nauk humanistycznych, wieloletni wykładowca, a w latach 1983-1984 dziekan Wydziału Dziennikarstwa i Nauk Politycznych Uniwersytetu Warszawskiego (WDiNP). Specjalista w zakresie historii ruchu ludowego, stosunków polsko-niemieckich, a także historii opozycji demokratycznej w PRL. 

## Kariera naukowa
W 1955 r. ukończył studia magisterskie na Uniwersytecie im. Adama Mickiewicza w Poznaniu. W 1960 r. uzyskał stopień doktora, zaś w 1970 r. doktora habilitowanego. W 1978 r. został profesorem nadzwyczajnym, a w 1988 r. otrzymał tytuł naukowy profesora zwyczajnego. 
W latach 1971–1981 był wicedyrektorem, a następnie dyrektorem, Zakładu Historii Ruchu Ludowego przy Naczelnym Komitecie Zjednoczonego Stronnictwa Ludowego. W 1977 r. objął stanowisko prodziekana WDiNP UW, zaś w latach 1983-1984 kierował wydziałem. Następnie w latach 1985-1991 był kierownikiem Zakładu Historii Myśli Politycznej i Ruchów Społecznych we wchodzącym w skład WDNiP Instytucie Nauk Politycznych UW. 
W latach 1982–1984 był członkiem Komitetu Nauk Politycznych Polskiej Akademii Nauk. Od 1977 do 1981 zasiadał w Radzie Naukowej Muzeum Narodowego Rolnictwa w Szreniawie. Wypromował dwoje doktorów, w tym Annę Szustek. 

## Odznaczenia
W 1964 r. otrzymał Złoty Krzyż Zasługi, zaś w 1979 r. Krzyż Kawalerski Orderu Odrodzenia Polski. 